# 吉野神社 (岐阜市北一色)
吉野神社（よしのじんじゃ）は、岐阜県岐阜市にある神社。

## 概略
旧・稲葉郡北一色村の産土神である。
慶長六年（1601年）創建。かつては蔵王権現とも称していた。
1993年（平成5年）に岐阜県神社庁より銀幣社の指定を受ける。

## 祭神
- 宣化天皇

## 境内社
- 秋葉神社　（祭神：火之賀土神）
- 金刀比羅宮　（祭神：大物主神）
- 岐阜吉野幸福昇龍　（祭神：昇龍）

2016年（平成28年）建立。

## 所在地
- 岐阜県岐阜市北一色8丁目6-14